# ماوريتسيو بوليني
ماوريتسيو بوليني (بالإيطالية: Maurizio Pollini)‏ (ولد في 5 يناير 1942) هو عازف بيانو إيطالي كلاسيكي. ولد بوليني في ميلانو في إيطاليا.

## روابط خارجية
- ماوريتسيو بوليني على موقع IMDb (الإنجليزية)
- ماوريتسيو بوليني على موقع الموسوعة البريطانية (الإنجليزية)
- ماوريتسيو بوليني على موقع مونزينجر (الألمانية)
- ماوريتسيو بوليني على موقع ميوزك برينز (الإنجليزية)
- ماوريتسيو بوليني على موقع أول ميوزيك (الإنجليزية)
- ماوريتسيو بوليني على موقع ديسكوغز (الإنجليزية)